# Comunitat de municipis del País de Matignon
La Comunitat de municipis del País de Matignon (en bretó Kumuniezh kumunioù Bro Vatignon) és una estructura intercomunal francesa, situada al departament de les Costes d'Armor a la regió Bretanya, al País de Dinan. Té una extensió de 158,55 kilòmetres quadrats i una població de 10.870 habitants (2009).

## Composició
Agrupa 9 comunes :
1. Fréhel
2. Hénanbihen
3. Matignon
4. Pléboulle
5. Plévenon
6. Ruca
7. Saint-Cast-le-Guildo
8. Saint-Denoual
9. Saint-Pôtan